# Concejo (Asturias)

Mapa con los límites de los 78 concejos del Principado de Asturias.

Concejo (conceyu en asturiano y conceyo en gallego-asturiano) es la denominación que reciben los municipios en la comunidad autónoma del Principado de Asturias, España.
En la constitución del Principado de Asturias como comunidad autónoma, su territorio quedó integrado por los términos municipales de los 78 concejos de la provincia de Asturias.

## Etimología
El término concejo procede de la palabra latina concilĭum, que significa reunión. El concejo era la asamblea de vecinos que en la Edad Media participaba en el gobierno y administración de ciudades, villas y parroquias, en la península ibérica.

## Legislación
El apartado 1 del artículo 6 del Estatuto de Autonomía de Asturias recoge que sus municipios recibirán la denominación de concejos, nombre tradicional de los mismos:

El Principado de Asturias se organiza territorialmente en municipios, que recibirán la denominación tradicional de Concejos, y en Comarcas.
Art. 6.1 del Estatuto de Autonomía de Asturias

A diferencia de otras comunidades autónomas, el Principado de Asturias no ha aprobado ninguna ley general de administración local. En cambio, sí cuenta con leyes relativas a la creación de comarcas, a la regulación de la demarcación territorial de términos municipales y al reconocimiento de la personalidad jurídica de las parroquias rurales.

## Divisiones
La parroquia (Collación en asturiano) ha sido la división geográfica tradicional del territorio del Principado de Asturias, como en el caso de Galicia. Modernamente parroquia es la denominación que reciben las entidades colectivas de población en estas dos comunidades autónomas. De esta manera, la parroquia es una división demográfica de los concejos asturianos. Las superficies asignadas a las parroquias carecen de carácter oficial, al no haber sido realizadas por organismo competente alguno. Sí tienen carácter oficial las denominadas parroquias rurales, que son como se llaman en el Principado de Asturias a las entidades de ámbito territorial inferior al municipio, que gozan de personalidad jurídica propia distinta al concejo al que pertenecen.

## Agrupaciones
Los 78 concejos asturianos están agrupados en la Federación Asturiana de Concejos, una entidad con plena y pública personalidad jurídica y sin ánimo de lucro.
Así mismo algunos de ellos forman mancomunidades para la prestación de servicios conjuntos a todos los concejos que las forman.

## Geografía física
Los concejos asturianos tienen, por término medio, una cierta dimensión territorial y poblacional, en comparación con el resto de los municipios de España. No obstante existe una gran variedad entre ellos mismos, debido a sus diversos orígenes y su evolución histórica.

### Superficie
En lo relativo a la superficie, el concejo medio asturiano tiene una superficie de 136 km². Este valor duplica con creces la media española, 62 km², y es el segundo valor más elevado de España, solo por detrás de la Región de Murcia (251 km²).
La distribución no es uniforme ya que hay 43 municipios que no alcanzan los 100 km², siendo los más pequeños Muros de Nalón y Noreña, que no alcanzan los 10 km². En cambio, el concejo de Cangas del Narcea, tiene una superficie de 823 km² que lo convierten en el vigésimo primero de los municipios españoles por superficie.
Este considerable tamaño hace el número de municipios sea inferior en comparación con otras provincias. Así, la provincia de Barcelona con una superficie menor a la de Asturias tiene 311 municipios. Y Salamanca, con una superficie algo superior a la de Asturias casi quintuplica el número de municipios, con 362.

### Población
Con respecto a la población, el promedio de los concejos asturianos están muy por encima de la media española en cuanto a número de habitantes. La distribución es muy desigual, con 4 municipios, Gijón, Oviedo, Avilés y Siero por encima de los 50 000 habitantes, que suponen, en conjunto, más del 60 % de la población de Asturias (2023).
Densidad de asentamiento
Relacionado con su superficie y con el característico poblamiento diseminado del noroeste peninsular los concejos asturianos tienen una de las densidades de asentamiento más elevadas de España, por detrás de Galicia. En el año 1986 había 31 326 entidades en Galicia (49,75 % del total de España) y 7009 en Asturias (11,13 %).
Asturias contaba en el año 2009 con 6943 entidades singulares de población, lo que significa una media por concejo de 89 entidades. En conjunto equivale a una entidad cada 1,53 km². Dentro de los municipios asturianos destaca Mieres con 520 entidades de población, lo que unido a sus 146,03 km² de superficie equivalen a 1 entidad cada 0,28 km².

## Historia

### Origen
Algunos concejos, como Valdés o Siero, tienen su origen en los fueros y cartas pueblas concedidos por los monarcas leoneses y castellanos, principalmente Alfonso IX de León o Alfonso X de Castilla. En estos documentos reales se fijaban jurisdicciones o alfoces cuyos límites coinciden con los de los municipios actuales.
Por otra parte, en el occidente existen varios concejos, como Tapia de Casariego y Castropol, cuyo origen son obispalías, jurisdicciones del señorío de la Iglesia de Oviedo y sus obispos.
Más modernamente, el origen inmediato de algunos concejos está en la segregación de otros mayores.

### Evolución histórica
Según el censo de Floridablanca en 1787 había 66 concejos en el entonces denominado como Principado de Asturias, Corregimiento de Oviedo, Intendencia de León. Esos 66 concejos abarcaban el territorio moderno del Principado de Asturias, con la excepción de los actuales concejos de Peñamellera Alta, Peñamellera Baja y Ribadedeva, integrados con motivo de la división territorial de España en 1833. De los concejos actuales no aparecían:
- Tapia de Casariego y Vegadeo, incluidos en Castropol;
- Villayón, incluido en Navia;
- Cudillero, Muros de Nalón y Soto del Barco, incluidos en Pravia;
- Castrillón e Illas, incluidos en Avilés;
- Noreña, incluido en Siero;
- Degaña, incluido en Ibias.
- Santo Adriano, incluido en Proaza;
- Mieres, incluido en Lena; y
- San Martín del Rey Aurelio, incluido en Langreo.

Por otra parte recoge los concejos ya desaparecidos de:
- Ribera de Abajo, Tudela y Olloniego integrados en Oviedo; y
- Salime, integrado en Grandas de Salime.

En la obra de Pascual Madoz Diccionario geográfico-estadístico-histórico de España y sus posesiones de Ultramar (1845-1850) la entonces llamada provincia de Oviedo, con el título de Principado de Asturias aparece con una división municipal consistente en 77 ayuntamientos o concejos. En esta enciclopedia, los concejos actuales que no aparecen son:
- Los de Peñamellera Alta y Peñamellera Baja, que integraban el concejo de Peñamellera;
- Tapia de Casariego incluido en Castropol;
- Villayón, incluido en Navia;
- Degaña, incluido en Ibias.

A su vez siguen apareciendo los Ribera de Abajo y Tudela. También aparece el de Leitariegos, incluido en el de Cangas de Tineo.
En el censo de 1860, el concejo de Tudela se integra en el de Oviedo, ocurriendo lo mismo con el de Ribera de Abajo en el de 1897. En este mismo censo las Peñamelleras (Alta y Baja) se crean por segregación del concejo de Peñamellera. Entre ambos censos, en 1877, se segregan los de Villayón y Degaña. 
La última variación en el número de concejos en el Principado de Asturias fue en 1925, con la integración del concejo de Leitariegos en el concejo de Cangas del Narcea. De esta manera se reducían de 79 a 78.